# مرض اختزان في الجسميات الحالة
أمراض الاختزان في الجسميات الحالة (بالإنجليزية: Lysosomal storage diseases)‏ هي مجموعة من حوالي 50 مرضا استقلابيا نادرا وراثيا ناتجة من خلل في وظائف الجسميات الحالة.

## التصنيف

### التصنيف الأساسي
عادة ما تصنف أمراض الاختزان في الجسميات الحالة بحسب المواد الأولية المشمولة بالخزن، ويمكن تصنيفها بحسب التصنيف الدولي للأمراض:
- أمراض اختزان الشحميات (E75)، وتشمل:
  - الشحامات السفينغولية، مثل داء غوشيه وداء نيمان بيك
  - الداء الغانغليوزيدي (E75.0-E75.1)، ويشمل البله المميت (داء تاي ساكس)
  - حثل المادة البيضاء (E75.2)
- داء عديد السكاريد المخاطي (E76.0)، ويشمل متلازمة هنتر ومتلازمة هيرلر (أو الغرقلية)
- داء البروتين السكري (E77)
- الداء الشحمي المخاطي (E77.0-E77.1)

داء اختزان الغليكوجين من النمط الثاني (داء بومبي أو داء مالتاز) هو داء اختزان في الجسميات الحالة أيضا لكنه بصنف بحسب التصنيف الدولي للأمراض تحت الرمز (E74.0).

### التصنيف بحسب نوع ضرر البروتين
| نوع ضرر البروتين                                | الأمثلة                                                                                            | البروتين الشحيح                                        |
| ----------------------------------------------- | -------------------------------------------------------------------------------------------------- | ------------------------------------------------------ |
| الإنزيمات الحالة                                | داء تاي ساكس وداء خلية آي الشحامات السفينغولية (مثل داء غوشيه وداء نيمان بيك والداء الغانغليوزيدي) | متنوع                                                  |
| تحوير بعد الانتقال للإنزيمات                    | الداء الموكوسلفاتيدي (عوز السلفاتاز المتعدد أو داء أوستين)                                         | إنزيمات سلفاتاز متعددة                                 |
| بروتينات غشائية ناقلة                           | الداء الشحمي المخاطي نوع 2 نوع 3 آ                                                                 | الإنريم الناقل للأسيتيل غلوكوزامين-1-فوسفات            |
| بروتينات حافظة للإنزيم                          | داء عوز الغالاكتوزيداز                                                                             | كاتيبسين أ                                             |
| بروتينات ذائبة غير إنزيمية                      | نقص ج م 2 أ وداء نيمان بيك نوع سي 2                                                                | ج م 2 أ والبروتين الإفرازي البربخي نوع إي1             |
| بروتينات عبر الغشاء                             | نقص البروسابوسين                                                                                   | البروتينات المنشطة للشحامات السفينغولية (بروسابوسينات) |
| بروتينات عبر الغشاء                             | داء نيمان بيك نوع سي 1                                                                             | NPC1                                                   |
| بروتينات عبر الغشاء                             | داء سالا                                                                                           | سيالين                                                 |
| في حالة لم يحدد المصدر في الجدول فإن المصدر هو: | |                                                        |

## قائمة أمراض الاختزان في الجسميات الحالة
- الداء الغانغليوزيدي ج م 2
- الداء المانوزيدي ألفا
- بيلة أسبارتيل غلوكوزامين
- داء خزن إستر الكوليستريل
- نقص هيكسوزامينيداز أ المزمن
- الداء السيستيني
- داء دانون
- داء فابري
- داء فاربر
- الداء الفوكوزيدي
- داء عوز الغالاكتوزيداز
- داء غوشيه
  - نوع 1
  - نوع 2
  - نوع 3
- الداء الغانغليوزيدي ج م 1
  - ولادي
  - طفلي
  - بالغين - مزمن
- داء خلية آي - الداء الشحمي المخاطي نوع 2
- داء خزن حمض السياليك الحر الولادي
- نقص هيكسوزامينيداز أ اليفعي
- مرض كرابيه
  - الميكر
  - المتأخر
- نقص حمض الليباز الليزوزومي
  - الميكر
  - المتأخر
- حثل المادة البيضاء المتبدل اللون
- أمراض عديد السكاريد المخاطي
- الحثل المتعدد الكاذب لهرلر - الداء الشحمي المخاطي نوع 3
  - متلازمة هرلر (داء عديد السكاريد المخاطي نوع 1)
  - متلازمة شيه (داء عديد السكاريد المخاطي نوع 1)
  - متلازمة هرلر-شيه (داء عديد السكاريد المخاطي نوع 1)
  - متلازمة هنتر (داء عديد السكاريد المخاطي نوع 2)
  - متلازمة سانفيليبو نوع أ (داء عديد السكاريد المخاطي نوع 3 أ)
  - متلازمة سانفيليبو نوع ب (داء عديد السكاريد المخاطي نوع 3 ب)
  - متلازمة سانفيليبو نوع ج (داء عديد السكاريد المخاطي نوع 3 ج)
  - متلازمة سانفيليبو نوع د (داء عديد السكاريد المخاطي نوع 3 د)
  - متلازمة موركيو نوع أ (داء عديد السكاريد المخاطي نوع 4 أ)
  - متلازمة موركيو نوع ب (داء عديد السكاريد المخاطي نوع 4 ب)
  - نقص الهيالورونيداز (داء عديد السكاريد المخاطي نوع 9)
  - متلازمة ماروتو-لامي (داء عديد السكاريد المخاطي نوع 6)
  - متلازمة سلاي ('داء عديد السكاريد المخاطي نوع 7)
  - الداء الشحمي المخاطي نوع 1 - داء السياليداز)
  - الداء الشحمي المخاطي نوع 3 سي
  - الداء الشحمي المخاطي نوع 4
- عوز السلفاتاز المتعدد
- داء نيمان بيك
  - نوع أ
  - نوع ب
  - نوع ج
- الداء الليبوفوسيني السيرويدي العصبي
  - داء بروتين الليبوفوسين السيرويدي العصبي السادس
  - داء بروتين الليبوفوسين السيرويدي العصبي الثالث - باتينين
  - داء بروتين الليبوفوسين السيرويدي العصبي الخامس
  - مرض يانسكي-بيلشوفسكي - داء بروتين الليبوفوسين السيرويدي العصبي الثاني
  - داء بروتين الليبوفوسين السيرويدي العصبي الرابع
  - داء بروتين الليبوفوسين السيرويدي العصبي الثامن
  - داء بروتين الليبوفوسين السيرويدي العصبي الأول - داء سانتوفوري هالتيا
- الداء المانوزيدي نوع بيتا
- داء اختزان الغليكوجين من النمط الثاني - داء بومبي
- خلل التعظم الكثيف
- داء ساندهوف - للبالغين
- داء ساندهوف - ولادي
- داء ساندهوف - يفعي
- داء شيندلر
- داء سالا
- داء تاي ساكس
- داء ولمان